# Mount McArthur, Antarktis
Mount McArthur är ett berg i Antarktis. Det ligger i Västantarktis. Argentina, Chile och Storbritannien gör anspråk på området. Toppen på Mount McArthur är 1 450 meter över havet.
Terrängen runt Mount McArthur är kuperad norrut, men söderut är den platt. Mount McArthur är den högsta punkten i trakten. Trakten är obefolkad. Det finns inga samhällen i närheten.